# Anuntijärvi, Norrbotten
Anuntijärvi är en sjö i Pajala kommun i Norrbotten och ingår i Torneälvens huvudavrinningsområde.